# Lista siturilor arheologice din județul Bihor - N
Lista siturilor arheologice din județul Bihor - N conține toate siturile arheologice din județul Bihor înscrise în Repertoriul Arheologic Național (RAN) și aflate în localități al căror nume începe cu litera N. RAN este administrat de Ministerul Culturii și Patrimoniului Național și cuprinde date științifice, cartografice, topografice, imagini și planuri, precum și orice alte informații privitoare la zonele cu potențial arheologic, studiate sau nu, încă existente sau dispărute.
Puteți căuta un sit din localitățile care încep cu litera N folosind formularul de mai jos sau puteți naviga prin toate siturile din județ la Lista siturilor arheologice din județul Bihor.
| Cod RAN                                  | Denumire | Localitate                  | Adresă                     | Datare          | Descoperit | Coordonate | Imagine           | Erori            |
| ---------------------------------------- | --- | --------------------------- | -------------------------- | --------------- | ---------- | ---------- | ----------------- | ---------------- |
| 30158.01.01 (Cod LMI: BH-I-m-B-00984.02) | Situl arheologic din epoca medievală de la Nojorid - "Turceana" / ansamblu anonim (Categorie: locuire) (Tip: Necropolă) | sat Nojorid, comuna Nojorid | Turceana (cimitirul vechi) | sec. XIII - XIV |            |            | Încărcați imagine | Raportați eroare |
| 30158.01.02 (Cod LMI: BH-I-m-B-00984.01) | Situl arheologic din epoca medievală de la Nojorid - "Turceana" / ansamblu anonim (Categorie: locuire) (Tip: Biserică)  | sat Nojorid, comuna Nojorid | Turceana (cimitirul vechi) | sec. XIII - XIV |            |            | Încărcați imagine | Raportați eroare |